# پوتنتسا
پوتنزا (به ایتالیایی: Potenza)، مرکز استان باسیلیکاتا ایتالیا است.
این شهر یکی از بزرگترین شهرهای ایتالیا به شمار می‌رود و به خطوط راه آهن ایتالیا متصل است.